# 3年C組は不倫してます。
『3年C組は不倫してます。』（さんねんシーぐみはふりんしてます）は、2024年10月2日（1日深夜）から12月18日（17日深夜）まで日本テレビ系プラチナイト「ドラマDEEP」枠で放送されたテレビドラマ。主演は莉子。

## キャスト

### 主要人物
上村蒼（うえむら あおい）〈17〉
演 - 莉子
私立青応大学附属高等学校3年C組の転校生。
親元を離れて祖母の家で過ごしていた中学3年の夏休みに伊織と出会うが、彼と別れる。だが、高校3年の転校先で伊織と再会する。

橘伊織（たちばな いおり）〈18〉
演 - 杢代和人
蒼の同級生で、橘総合病院の院長の息子。幼少期から医学部に入るための勉強を強いられてきたが、本当は天体観測に興味があった。
中学3年の時に蒼とプラネタリウムで出会い、恋に落ちるが、失恋してしまう。だが、高校3年の時に蒼が転校したことで蒼と再会するが、琴音が妊娠したことで琴音との結婚を要求される。

### 私立青応大学附属高等学校

#### 生徒
高梨琴音（たかなし ことね）〈18〉
演 - 秋田汐梨
3年C組の生徒。過去に伊織と付き合っていたが、別れた後に妊娠が発覚し、伊織に対して学校や親にも秘密に妊娠を理由とする結婚を要求する。

須藤奏多（すどう かなた）〈18〉
演 - ゆうたろう
3年C組の生徒。伊織の親友。蒼に恋をする。

佐々木真鈴（ささき まりん）〈17〉
演 - 田中美久
3年C組の生徒。パパ活の斡旋で金銭を稼ぐ。担任の中野と不倫関係にある。

日向舞（ひなた まい）
演 - 鎌田あゆ

蜂谷美月（はちや みづき）
演 - 豊田ルナ

足立蓮（あだち れん）
演 - 安部夏音

南雲彩加
演 - 村山優香

小林誠
演 - 米田惠亮

茂木弘
演 - 山岡樹

- 西田茉莉[9]、但馬智[10]、山本かりん[10]、中沢雪乃[10]、大岩世奈[11]、平川丈、鈴々木響、松本仁、祐楽

#### 教師
中野正義（なかの まさよし）〈35〉
演 - 細田善彦
3年C組の担任。担当は化学で、生活指導部も務める。真鈴の不倫相手。

中野怜（なかの れい）〈30〉
演 - 森香澄
養護教諭。中野の妻。

矢部浩司（やべ こうじ）〈52〉
演 - 矢柴俊博
教頭。

### 周辺人物
上村遥（うえむら はるか）〈46〉
演 - 国仲涼子
蒼の母。翻訳家。夫の不倫が原因で離婚し、かつての母校に蒼を転校させる。
豊とは恋人であったが別れ、後に豊は親友の京子と結婚してしまう。だが、蒼を母校に転校させたことで、豊や京子と再会する。

橘京子（たちばな きょうこ）〈46〉
演 - 酒井美紀
伊織の母。私立青応大学附属高等学校のPTA会長。橘総合病院創業者の一人娘。

橘豊（たちばな ゆたか）〈46〉
演 - 竹財輝之助
伊織の父。内科医で、橘総合病院の院長。医者としてのキャリアのために京子と結婚し、橘家の婿養子となる。
遥とは学生時代の恋人であったが別れ、京子と結婚する。蒼が母校に転校したことで、彼女と再会する。

橘勲（たちばな いさお）
演 - 国広富之
伊織の祖父で京子の父、橘総合病院創業者。

小久保清
演 - 坪倉由幸
蒼のパパ活相手。産婦人科医で、怜の主治医。真鈴に協力して、琴音の診断書を偽装していた。

## スタッフ
- 脚本 - storyboardライターズチーム（伊藤忍、中村允俊、木江恭）[1]
- 音楽 - 松室政哉[15]
- 主題歌 - Anonymouz「ふたりじめ」（Sony Music Labels Inc.）[16]
- 制作 - 吉田絵[1]
- プロデュース - 藤井良記[1]
- プロデューサー - 鈴間広枝[1]
- 企画 - 藤野良太[1]（storyboard）
- 演出 - 松本花奈[1]
- 制作協力 - storyboard
- 製作著作 - 日本テレビ

## 放送日程
| 各話   | 放送日   | サブタイトル       |
| ------ | -------- | ------------------ |
| 第1話  | 10月02日 | 再会は不倫の始まり |
| 第2話  | 10月09日 | 地獄の婚姻届       |
| 第3話  | 10月16日 | 禁断の告白         |
| 第4話  | 10月23日 | そのキスは罪の味   |
| 第5話  | 10月30日 | サレ妻の逆襲       |
| 第6話  | 11月06日 | セックスと嘘と     |
| 第7話  | 11月13日 | 地獄の結婚祝賀会   |
| 第8話  | 11月20日 | 不倫告発で絶体絶命 |
| 第9話  | 11月27日 | 不倫の代償         |
| 第10話 | 12月04日 | 暴かれた秘密       |
| 第11話 | 12月11日 | 私を忘れないでね   |
| 最終話 | 12月18日 | 卒業               |

## スピンオフドラマ
『3年C組の担任と不倫してます。』のタイトルで、動画配信サービス「TVer」にて、10月2日（1日深夜）の本編第1話放送終了後から配信。
3年C組の生徒の真鈴と担任教師の中野を主人公に、背徳感あふれる二人の不倫関係をディープに描く。

### キャスト（スピンオフドラマ）
- 佐々木真鈴 - 田中美久
- 中野正義 - 細田善彦
- 上村蒼 - 莉子
- 中野怜 - 森香澄（第1話は声のみ）
- 日向舞 - 鎌田あゆ
- 蜂谷美月 - 豊田ルナ
- 大岩世奈
- 松本仁
- 関町知弘（ライス）（第4話）

### スタッフ（スピンオフドラマ）
- ストーリー構成 - storyboard
- 脚本 - 三谷りさ
- 音楽 - 松室政哉
- 主題歌 - Anonymouz「ふたりじめ」
- 制作 - 吉田絵
- プロデュース - 藤井良記
- プロデューサー - 鈴間広枝
- 企画・演出 - 藤野良太（storyboard）
- 制作協力 - storyboard
- 製作著作 - 日本テレビ

### 放送日程（スピンオフドラマ）
| 各話 | 放送日   | サブタイトル                         |
| ---- | -------- | ------------------------------------ |
| #1   | 10月02日 | 3年C組の担任と不倫してます。         |
| #2   | 10月09日 | 担任と不倫、はじめました。           |
| #3   | 10月16日 | 不倫女子高生、サレ妻教師に挑みます。 |
| #4   | 10月23日 | パパ活女子の秘伝マニュアル           |
| #5   | 10月30日 | 3年C組の生徒と不倫してます。         |